# Mary Ingalls
Mary Amelia Ingalls (ur. 10 stycznia 1865, zm. 20 października 1928) – młoda amerykańska pionierka, starsza siostra pisarki Laury Ingalls Wilder i bohaterka jej cyklu powieściowego Domek na prerii oraz jego ekranizacji.

## Życiorys

### Przodkowie
Mary Ingalls była pierwszym dzieckiem Charlesa i Caroline Ingallsów, wnuczką Lansforda Whitinga Ingallsa i Laury Louisy (Colby) Ingalls oraz Henry’ego Quinera i Charlotte (Tucker) Quiner.

### Dzieciństwo i młodość

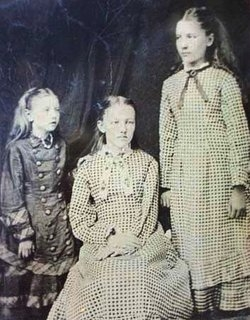
Mary Ingalls (w środku) z siostrami; Carrie (po lewej) i Laurą (po prawej), w roku 1881

Mary Ingalls urodziła się w domku z bali w lasach stanu Wisconsin w pobliżu miasta Pepin i osady Lund.
Dużo podróżowała z rodzicami jako dziecko; zamieszkiwała tymczasowo w Rothville w Missouri (1868), w pobliżu Independence w Kansas (1869-1870), ponownie w Pepin (1870-1874; w tym okresie rozpoczęła naukę w szkole w Pepin), w Walnut Grove(1874-1876) i South Troy (1876) w stanie Minnesota, Burr Oak w stanie Iowa (1876-1877), ponownie w Walnut Grove (1877-1879) oraz w De Smet na Terytorium Dakoty.
Gdy miała 14 lat – podczas drugiego pobytu w Walnut Grove – Mary Ingalls ciężko zachorowała (nie jest jasne na co; źródła podają szkarlatynę lub udar mózgu), wskutek czego  utraciła wzrok. Odtąd rodzina zaczęła oszczędzać pieniądze na szkołę dla niewidomych.
W 1881 wyjechała do college’u w Vinton w Iowa i pozostała tam do 1889.

### Dorosłość
Mary Ingalls nigdy nie wyszła za mąż. Po ukończeniu szkoły zamieszkała z rodzicami (a po śmierci ojca z samą matką) w De Smet. Udzielała się w miejscowym kościele i nauczała w szkółce niedzielnej.
Po śmierci matki w 1924 zamieszkała z najmłodszą siostrą – Grace Ingalls i jej mężem. Pomagała im trzecia siostra, Carrie Ingalls. Podczas wizyty w jej domu w Keystone Mary zmarła niespodziewanie na zapalenie płuc w wieku 63 lat.
Pochowana została na cmentarzu miejskim w De Smet. Jej grób istnieje do dziś.

## Drzewa genealogiczne
|  |  |  |  |  |  |  |  |  |  |  |  |  |  |  |  |                          |                          |                          |                          |                          |                          |  |  |                           |                           |                             |                             |                             |                             |                             |                             |                            |                            |                            |                            |                            |                            |                             |                             |                             |                             |                             |                             |                            |                            |  |  |                           |                           |                           |                           |                           |                           |  |  |  |  |  |  |  |  |  |  |  |  |  |  |  |  |  |  |  |  |  |  |  |  |  |  |  |  |  |  |  |  |  |  |  |  |  |  |  |  |  |  |  |  |  |  |  |  |  |  |  |  |  |  |  |  |  |  |  |  |
|  |  |  |  |  |  |  |  |  |  |  |  |  |  |  |  |                          |                          |                          |                          |                          |                          |  |  |                           |                           | Charles Ingalls (1836-1902) | Charles Ingalls (1836-1902) | Charles Ingalls (1836-1902) | Charles Ingalls (1836-1902) | Charles Ingalls (1836-1902) | Charles Ingalls (1836-1902) |                            |                            |                            |                            |                            |                            | Caroline Quiner (1839-1924) | Caroline Quiner (1839-1924) | Caroline Quiner (1839-1924) | Caroline Quiner (1839-1924) | Caroline Quiner (1839-1924) | Caroline Quiner (1839-1924) |                            |                            |  |  |                           |                           |                           |                           |                           |                           |  |  |  |  |  |  |  |  |  |  |  |  |  |  |  |  |  |  |  |  |  |  |  |  |  |  |  |  |  |  |  |  |  |  |  |  |  |  |  |  |  |  |  |  |  |  |  |  |  |  |  |  |  |  |  |  |  |  |  |  |
|  |  |  |  |  |  |  |  |  |  |  |  |  |  |  |  |                          |                          |                          |                          |                          |                          |  |  |                           |                           | Charles Ingalls (1836-1902) | Charles Ingalls (1836-1902) | Charles Ingalls (1836-1902) | Charles Ingalls (1836-1902) | Charles Ingalls (1836-1902) | Charles Ingalls (1836-1902) |                            |                            |                            |                            |                            |                            | Caroline Quiner (1839-1924) | Caroline Quiner (1839-1924) | Caroline Quiner (1839-1924) | Caroline Quiner (1839-1924) | Caroline Quiner (1839-1924) | Caroline Quiner (1839-1924) |                            |                            |  |  |                           |                           |                           |                           |                           |                           |  |  |  |  |  |  |  |  |  |  |  |  |  |  |  |  |  |  |  |  |  |  |  |  |  |  |  |  |  |  |  |  |  |  |  |  |  |  |  |  |  |  |  |  |  |  |  |  |  |  |  |  |  |  |  |  |  |  |  |  |
|  |  |  |  |  |  |  |  |  |  |  |  |  |  |  |  |                          |                          |                          |                          |                          |                          |  |  |                           |                           |                             |                             |                             |                             |                             |                             |                            |                            |                            |                            |                            |                            |                             |                             |                             |                             |                             |                             |                            |                            |  |  |                           |                           |                           |                           |                           |                           |  |  |  |  |  |  |  |  |  |  |  |  |  |  |  |  |  |  |  |  |  |  |  |  |  |  |  |  |  |  |  |  |  |  |  |  |  |  |  |  |  |  |  |  |  |  |  |  |  |  |  |  |  |  |  |  |  |  |  |  |
|  |  |  |  |  |  |  |  |  |  |  |  |  |  |  |  |                          |                          |                          |                          |                          |                          |  |  |                           |                           |                             |                             |                             |                             |                             |                             |                            |                            |                            |                            |                            |                            |                             |                             |                             |                             |                             |                             |                            |                            |  |  |                           |                           |                           |                           |                           |                           |  |  |  |  |  |  |  |  |  |  |  |  |  |  |  |  |  |  |  |  |  |  |  |  |  |  |  |  |  |  |  |  |  |  |  |  |  |  |  |  |  |  |  |  |  |  |  |  |  |  |  |  |  |  |  |  |  |  |  |  |
|  |  |  |  |  |  |  |  |  |  |  |  |  |  |  |  | Mary Ingalls (1865-1928) | Mary Ingalls (1865-1928) | Mary Ingalls (1865-1928) | Mary Ingalls (1865-1928) | Mary Ingalls (1865-1928) | Mary Ingalls (1865-1928) |  |  | Laura Ingalls (1867-1957) | Laura Ingalls (1867-1957) | Laura Ingalls (1867-1957)   | Laura Ingalls (1867-1957)   | Laura Ingalls (1867-1957)   | Laura Ingalls (1867-1957)   |                             |                             | Carrie Ingalls (1870-1946) | Carrie Ingalls (1870-1946) | Carrie Ingalls (1870-1946) | Carrie Ingalls (1870-1946) | Carrie Ingalls (1870-1946) | Carrie Ingalls (1870-1946) |                             |                             | Freddy Ingalls (1875-1876)  | Freddy Ingalls (1875-1876)  | Freddy Ingalls (1875-1876)  | Freddy Ingalls (1875-1876)  | Freddy Ingalls (1875-1876) | Freddy Ingalls (1875-1876) |  |  | Grace Ingalls (1877-1941) | Grace Ingalls (1877-1941) | Grace Ingalls (1877-1941) | Grace Ingalls (1877-1941) | Grace Ingalls (1877-1941) | Grace Ingalls (1877-1941) |  |  |  |  |  |  |  |  |  |  |  |  |  |  |  |  |  |  |  |  |  |  |  |  |  |  |  |  |  |  |  |  |  |  |  |  |  |  |  |  |  |  |  |  |  |  |  |  |  |  |  |  |  |  |  |  |  |  |  |  |
|  |  |  |  |  |  |  |  |  |  |  |  |  |  |  |  | Mary Ingalls (1865-1928) | Mary Ingalls (1865-1928) | Mary Ingalls (1865-1928) | Mary Ingalls (1865-1928) | Mary Ingalls (1865-1928) | Mary Ingalls (1865-1928) |  |  | Laura Ingalls (1867-1957) | Laura Ingalls (1867-1957) | Laura Ingalls (1867-1957)   | Laura Ingalls (1867-1957)   | Laura Ingalls (1867-1957)   | Laura Ingalls (1867-1957)   |                             |                             | Carrie Ingalls (1870-1946) | Carrie Ingalls (1870-1946) | Carrie Ingalls (1870-1946) | Carrie Ingalls (1870-1946) | Carrie Ingalls (1870-1946) | Carrie Ingalls (1870-1946) |                             |                             | Freddy Ingalls (1875-1876)  | Freddy Ingalls (1875-1876)  | Freddy Ingalls (1875-1876)  | Freddy Ingalls (1875-1876)  | Freddy Ingalls (1875-1876) | Freddy Ingalls (1875-1876) |  |  | Grace Ingalls (1877-1941) | Grace Ingalls (1877-1941) | Grace Ingalls (1877-1941) | Grace Ingalls (1877-1941) | Grace Ingalls (1877-1941) | Grace Ingalls (1877-1941) |  |  |  |  |  |  |  |  |  |  |  |  |  |  |  |  |  |  |  |  |  |  |  |  |  |  |  |  |  |  |  |  |  |  |  |  |  |  |  |  |  |  |  |  |  |  |  |  |  |  |  |  |  |  |  |  |  |  |  |  |

## Postać literacka i filmowa

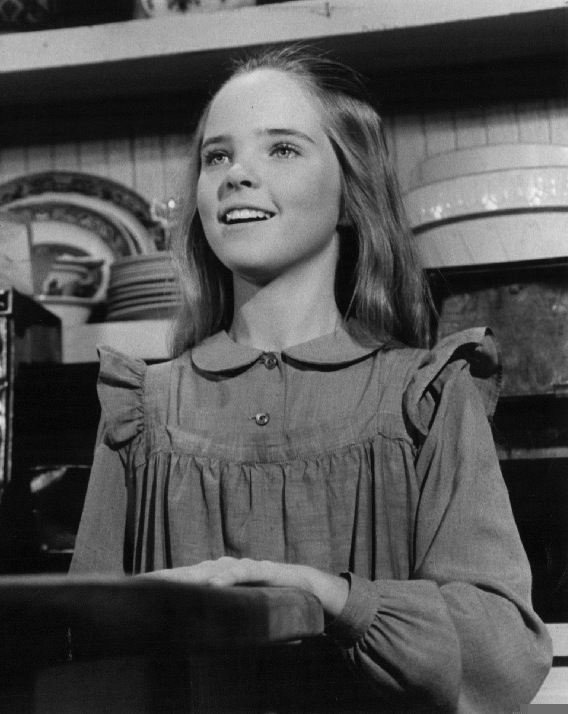
Melissa Sue Anderson jako Mary Ingalls

Cykl Domek na prerii nie jest pełną autobiografią, lecz fikcją literacką, z licznymi (większością) elementami autobiograficznymi. Z tego powodu, jego bohaterów uznaje się za postacie fikcyjne, choć inspirowane rzeczywistością.
W grudniu 2007 ukazała się książeczka Elizabeth Cody Kimmel, zatytułowana Mary Ingalls on Her Own (Mary Leaves Little House), opowiadająca o dniach spędzonych przez Mary w szkole dla niewidomych w Iowa.
Oryginalna seria była wielokrotnie filmowana, a role Mary Ingalls odtwarzały odpowiednio:
- 1974-1984: Domek na prerii + towarzyszące mu filmy – Melissa Sue Anderson,
- 1975-1976: Laura, The Prairie Girl – Masako Sugaya (głos),
- 2000, 2002: Historia z domku na prerii – Barbara Jane Reams oraz Alexandra Smith,
- 2005: Domek na prerii – Danielle Chuchran,
- od 2008: wersja musicalowa – Jenn Gambatese.

## Strony zewnętrzne (Źródła)
- Mary Ingalls na portalu Find a Grave Memorial
- Mary Ingalls na portalu Frontier Girl
- Mary Ingalls na stronie Definitive Laura Ingalls Wilder and Little House on the Prairie